# Listă de comune din județul Dolj
Această listă de comune din județul Dolj cuprinde toate cele 104 comune din județul Dolj în ordine alfabetică.

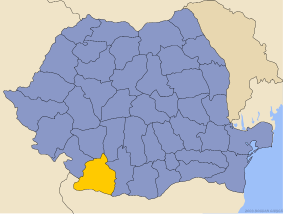
Judeţul Dolj

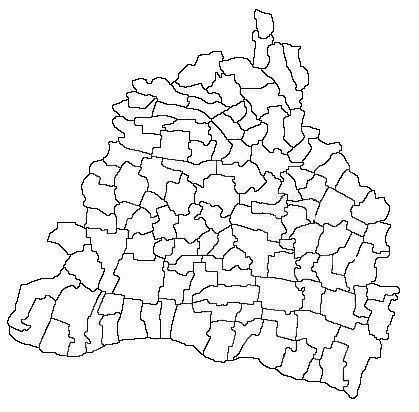
Harta judeţului cu împărţirea administrativ-teritorială

.
1. Afumați
2. Almăj
3. Amărăștii de Jos
4. Amărăștii de Sus
5. Apele Vii
6. Argetoaia
7. Bârca
8. Bistreț
9. Botoșești-Paia
10. Brabova
11. Brădești
12. Braloștița
13. Bratovoești
14. Breasta
15. Bucovăț
16. Bulzești
17. Calopăr
18. Caraula
19. Carpen
20. Castranova
21. Catane
22. Călărași
23. Cârcea
24. Cârna
25. Celaru
26. Cerăt
27. Cernătești
28. Cetate
29. Cioroiași
30. Ciupercenii Noi
31. Coșoveni
32. Coțofenii din Dos
33. Coțofenii din Față
34. Daneți
35. Desa
36. Dioști
37. Dobrești
38. Dobrotești
39. Drăgotești
40. Drănic
41. Fărcaș
42. Galicea Mare
43. Galiciuica
44. Gângiova
45. Ghercești
46. Ghidici
47. Ghindeni
48. Gighera
49. Giubega
50. Giurgița
51. Gogoșu
52. Goicea
53. Goiești
54. Grecești
55. Ișalnița
56. Izvoare
57. Întorsura
58. Leu
59. Lipovu
60. Măceșu de Jos
61. Măceșu de Sus
62. Maglavit
63. Malu Mare
64. Mârșani
65. Melinești
66. Mischii
67. Moțăței
68. Murgași
69. Negoi
70. Orodel
71. Ostroveni
72. Perișor
73. Pielești
74. Piscu Vechi
75. Plenița
76. Pleșoi
77. Podari
78. Poiana Mare
79. Predești
80. Radovan
81. Rast
82. Robănești
83. Rojiște
84. Sadova
85. Sălcuța
86. Scăești
87. Seaca de Câmp
88. Seaca de Pădure
89. Secu
90. Siliștea Crucii
91. Sopot
92. Șimnicu de Sus
93. Tălpaș
94. Teasc
95. Terpezița
96. Teslui
97. Țuglui
98. Unirea
99. Urzicuța
100. Valea Stanciului
101. Vârtop
102. Vârvoru de Jos
103. Vela
104. Verbița

## Schimbări recente
- Băilești, la 3 mai 1921 este declarat oraș (prin decret regal), iar la 4 iulie 2001 a devenit municipiu
- Segarcea, din anul 1968 a devenit oraș (prin Legea 2/1968)
- Bechet, la 5 aprilie 2004 a fost declarat oraș (prin Legea 83/2004)
- Dăbuleni, la 5 aprilie 2004 a fost declarat oraș (prin Legea 83/2004)